# Giro dell'Umbria 1988
Il Giro dell'Umbria 1988, quarantasettesima edizione della corsa, si svolse il 19 giugno 1988 su un percorso di 235 km. La vittoria fu appannaggio dell'italiano Luigi Furlan, che completò il percorso in 6h12'00", precedendo i connazionali Luigi Botteon e Danilo Gioia.

## Ordine d'arrivo (Top 10)
| Pos. | Corridore         | Squadra                | Tempo   |
| ---- | ----------------- | ---------------------- | ------- |
| 1    | Luigi Furlan      | Gewiss-Bianchi         | 6h12'00 |
| 2    | Luigi Botteon     | Fanini-Seven Up        | s.t.    |
| 3    | Danilo Gioia      | Atala-Ofmega           | a 10"   |
| 4    | Edoardo Rocchi    | Selca-Ciclolinea-Conti | ?       |
| 5    | Stefano Colagè    | Alba Cucine-Benotto    | ?       |
| 6    | Cesare Cipollini  | Gis Gelati-Ecoflam     | ?       |
| 7    | Ennio Salvador    | Gewiss-Bianchi         | ?       |
| 8    | Tullio Cortinovis | Atala-Ofmega           | ?       |
| 9    | Franco Ballerini  | Del Tongo-Colnago      | ?       |
| 10   | Fabio Patuelli    | Pepsi Cola-FNT-Fanini  | ?       |